# تورو ناکانه
تورو ناکانه (انگلیسی: Tōru Nakane; ۶ نوامبر ۱۹۵۷ – ) بازیگر اهل ژاپن بود.